# Tv.nrw

Senderlogo

tv.nrw war ein privater regionaler Fernsehsender für Nordrhein-Westfalen.

## Entwicklung
tv.nrw nahm am 1. Oktober 2001 als erstes privates im Regelbetrieb sendendes landesweites Programm für Nordrhein-Westfalen seinen Sendebetrieb auf. Am Senderstandort Dortmund arbeiteten nach Angaben von tv.nrw 20 Mitarbeiter, insgesamt waren über 170 Personen für den Sender tätig.
Die Gesellschafter des Senders waren zunächst mit jeweils 30 Prozent die WAZ-Gruppe, der Verlag DuMont Schauberg und die Rheinisch-Bergische Druckerei- und Verlagsgesellschaft. 10 Prozent wurden treuhänderisch verwaltet.
Im Juni 2003 stiegen die WAZ-Gruppe und die Rheinische Post beim Sender aus. Die Anteile wollte die Kölner Medienagentur APM kaufen, an der DuMont Schauberg einmal beteiligt war.
Von April 2001 bis Juli 2002 wurde das damals durchaus populäre Mantelprogramm von Sun-TV auf tv.nrw ausgestrahlt. Bei Sun-TV handelte es sich um einen Fernsehkanal der Kirch-Gruppe, welcher sein Programm ausschließlich über diverse Ballungsraumsender Deutschlands verbreitete, wodurch erfolgreiche Formate wie Blondes Gift mit Barbara Schöneberger und die WIB-Schaukel mit Wigald Boning auch im Sendegebiet empfangbar waren. Im Zuge der Insolvenz der Kirch-Gruppe stellte Sun-TV seine Programme ein.
Der Sender machte während seines Sendebetriebs Verluste. Er reduzierte seine eigenproduzierten Sendungen, wie z. B. Nur mit Nummer mit Michael Koslar, und übernahm zu großen Teilen der Sendezeit Programme anderer Fernsehsender wie Bloomberg TV, B.TV und 9Live.
Die nordrhein-westfälische Landesanstalt für Medien (LfM) kündigte im Dezember 2004 an, tv.nrw das Privileg als „landesweites Programm“ zu entziehen, da die regionale Berichterstattung des Senders einen zu geringen Anteil hatte. Dies hätte den Verlust des Kabelplatzes im NRW-Kabelfernsehen bedeutet. Die LfM gab dem Sender jedoch eine Übergangsfrist bis Juni 2005, um die regionale Berichterstattung auszuweiten. Dies geschah am 11. April mit der Einführung eines vierstündigen Frühstückfernsehens.
Im Januar 2005 erwarb Karl-Ulrich Kuhlo, Gründer des Nachrichtensenders n-tv, erst zusammen mit Geschäftspartnern die Produktionsfirma DFA und wandelte diese in DFA P (Deutsche Fernsehnachrichten Agentur Produktionsgesellschaft) um. Die DFA wurde im Jahr 2003 von NBC Universal gekauft. Anschließend übernahm die DFA P alle Anteile am Regionalsender tv.nrw. Am 3. Mai 2005 gab der Geschäftsführer des Senders, Jörg Schütte, die Einstellung des Sendebetriebs für den 31. Mai 2005 bekannt.

## Empfang
tv.nrw wurde über das analoge Kabelnetz in Nordrhein-Westfalen von ish und über einen Hotbird-Satelliten verbreitet.